# Sphaerotholus goodwini
Sphaerotholus goodwini es una especie y tipo del género extinto  Sphaerotholus  (gr. “cúpula esférica”) de dinosaurio marginocéfalo, paquicefalosaurino que vivió a finales del período Cretácico, hace aproximadamente 73 Ma, en el Campaniense, en lo que hoy es Norteamérica. Fue hallado en el miembro Den-na-zin de la Formación Kirtland, en el condado de San Juan del estado de Nueva México. La especie fue diagnosticada por Carr & Williamson en 2002, a partir de un cráneo incompleto al que le faltan la región rostral y palatal, del que resalta visto de caudal una reducido proceso de la barra parieto-escamosal menos profunda lateralmente que en S. buchholtzae y un parietal que es reducido a una estrecha porción entre los escamosos. Un segundo fósil, NMMNH P-30068, de esta especie fue hallado en el miembro más joven Farmington de la misma formación, consta de un escamoso completo, dentario y partes sin identificar. La especie se nombra en honor al paleontólogo Mark Goodwin que trabajara con paquicefalosáuridos.